# Golf von Venezuela

Der Golf von Venezuela

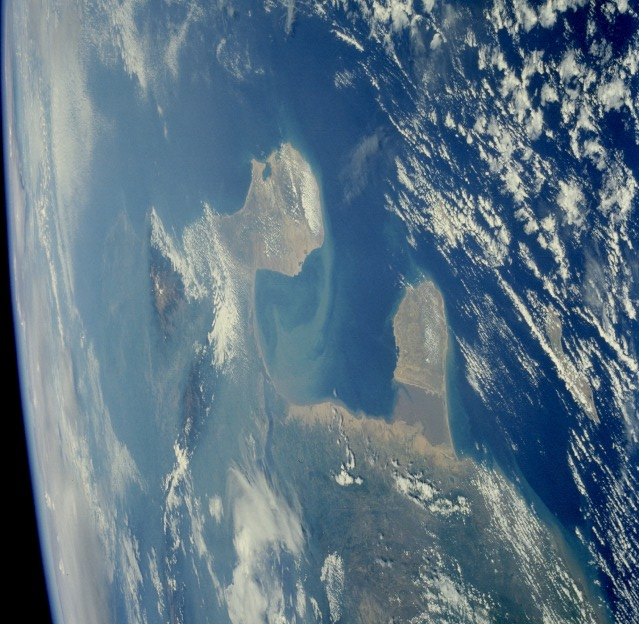
Satellitenbild des Golf von Venezuela

Der Golf von Venezuela (früher auch als Golf von Maracaibo bekannt) befindet sich im Norden von Venezuela. Er erstreckt sich von der Karibik (im Norden) bis zum Maracaibo-See im Süden und wird von den Halbinseln Paraguaná (Venezuela, im Osten) und Guajira (Región Caribe in Kolumbien, im Westen) begrenzt.
Die Landflächen gehört großenteils zu Venezuela. Sie erstreckt sich über 17.840 km² (bzw. 18.500 km², wenn man die „El Tablazo“-Bai dazurechnet). Die Länge beträgt etwa 120 km, die Breite 200 km und die Tiefe 15 bis 60 Meter.

## Geschichte
Die erste bekannte Befahrung erfolgte am 24. August 1499 durch die Spanier Alonso de Ojeda und Juan de la Cosa sowie den Italiener Amerigo Vespucci. Sie erreichten in Folge auch den Maracaibo-See und gaben der Legende nach, inspiriert durch dessen an Venedig erinnernde Pfahlbauten, dem Land seinen Namen Venezuela.
1528 bis 1545 wurde das Land um den Golf als Klein-Venedig an die Welser verpfändet. 1529 kam Ambrosius Ehinger mit Kolonisten nach Coro, der damaligen Provinzhauptstadt Venezuelas, das jetzt „Neu-Augsburg“ genannt wurde. Doch die Bemühungen der Welser hatten keinen Erfolg, und so wurde ihnen das Lehen wieder entzogen.
1957 erfolgten Probebohrungen, in der Hoffnung, wie im Maracaibo-See Erdöl zu finden. Diese blieben jedoch erfolglos, dennoch entwickelte sich ein Streit mit Kolumbien über den Grenzverlauf im Golf, der im August 1987 seinen Höhepunkt erreichte, als eine kolumbianische Korvette in venezolanische Hoheitsgewässer (des Golfes) eindrang und dadurch beinahe eine kriegerische Auseinandersetzung zwischen den beiden Ländern provozierte.

## Wirtschaftliche Bedeutung
Der Golf ist vor allem als Verbindung zwischen der Karibik und dem Maracaibo-See (und dessen Erdöl) bedeutsam. Auch unter der Oberfläche des Golfs dürften sich Vorkommen an Erdöl und Erdgas befinden. Diese werden allerdings noch nicht gefördert, sondern als strategische Reserve gehalten.
Außerdem ist der Golf ein bedeutendes Fischgebiet, in dem auch zahlreiche Garnelen und Krebse leben.